# Rokle

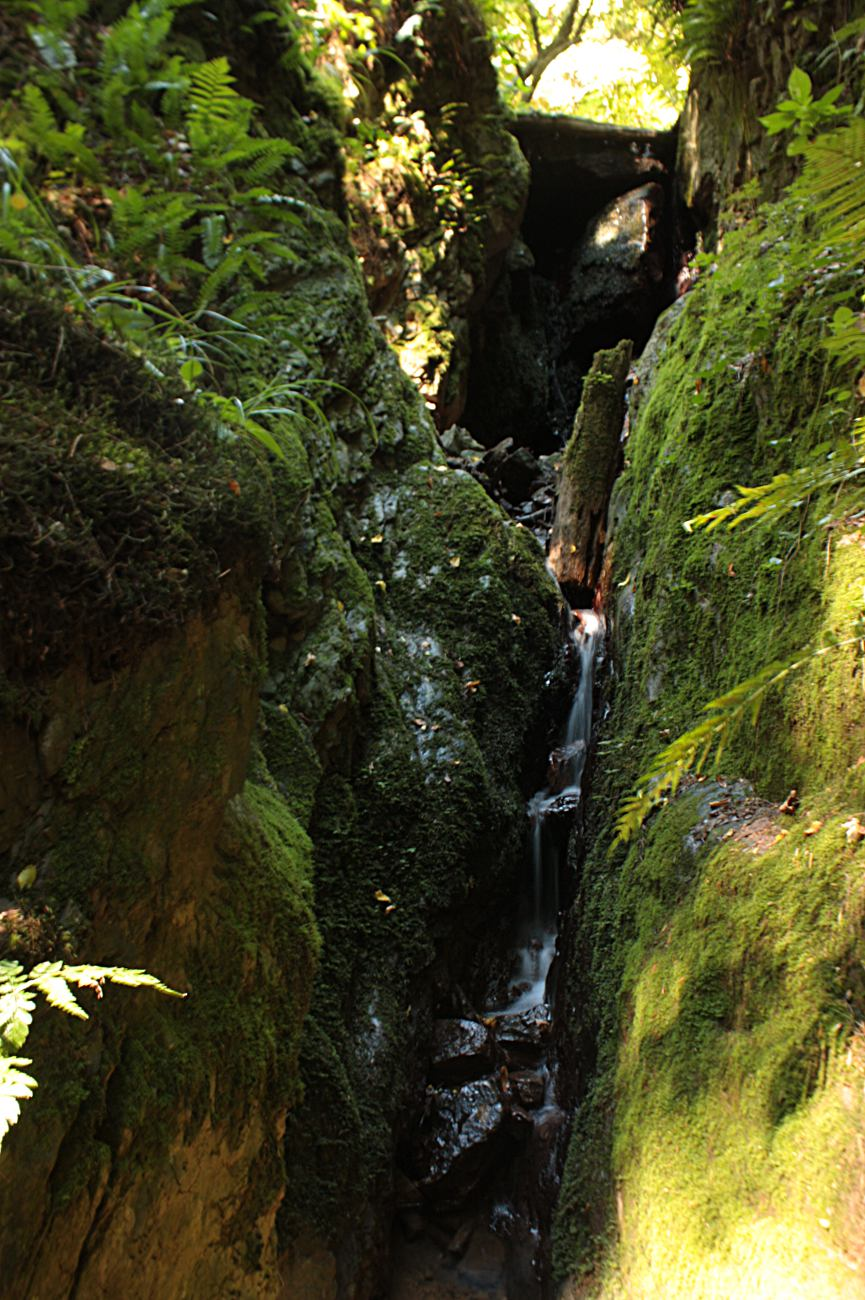
Trenckova rokle u Drahonína v okrese Brno-venkov

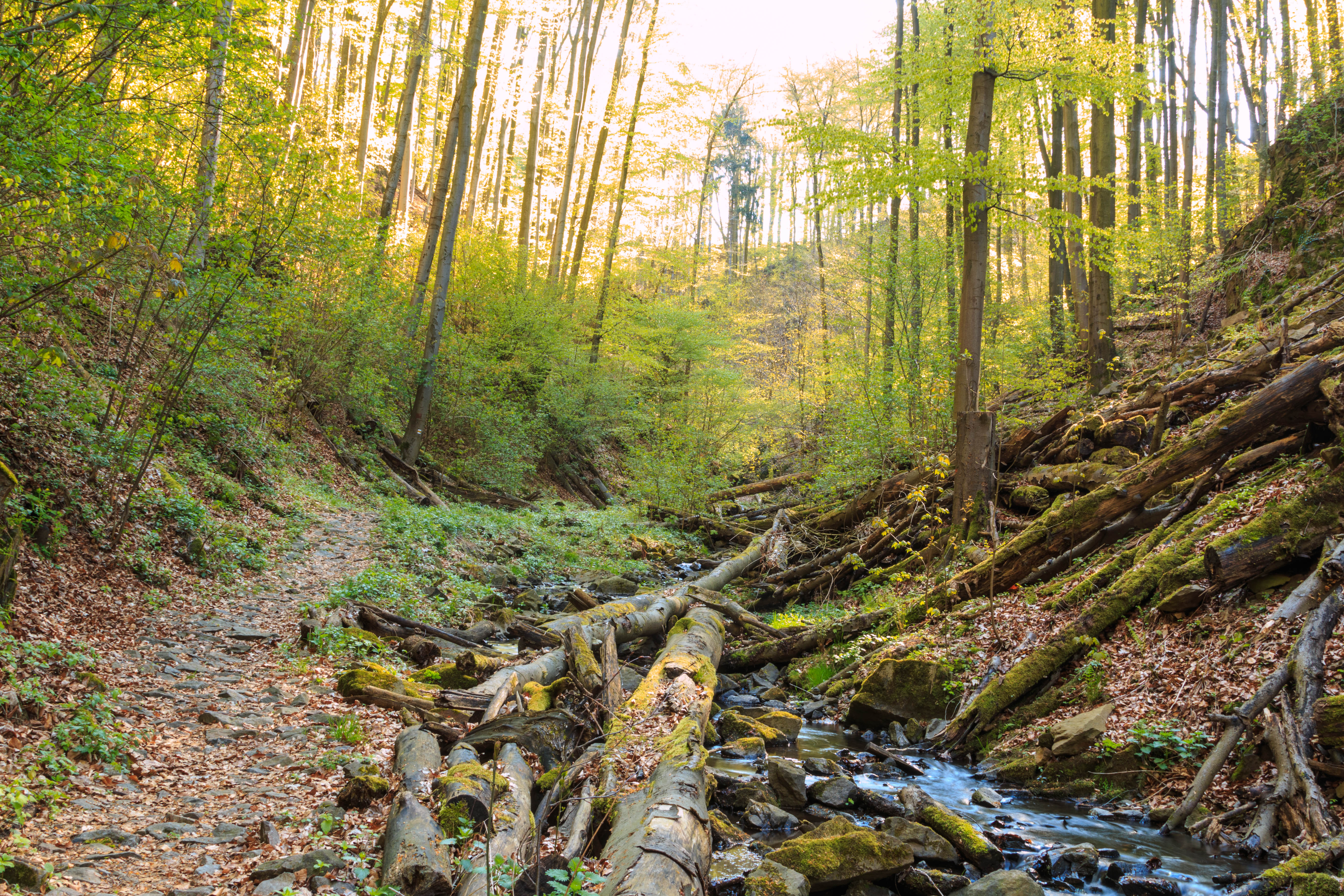
Lovětínská rokle v Železných horách

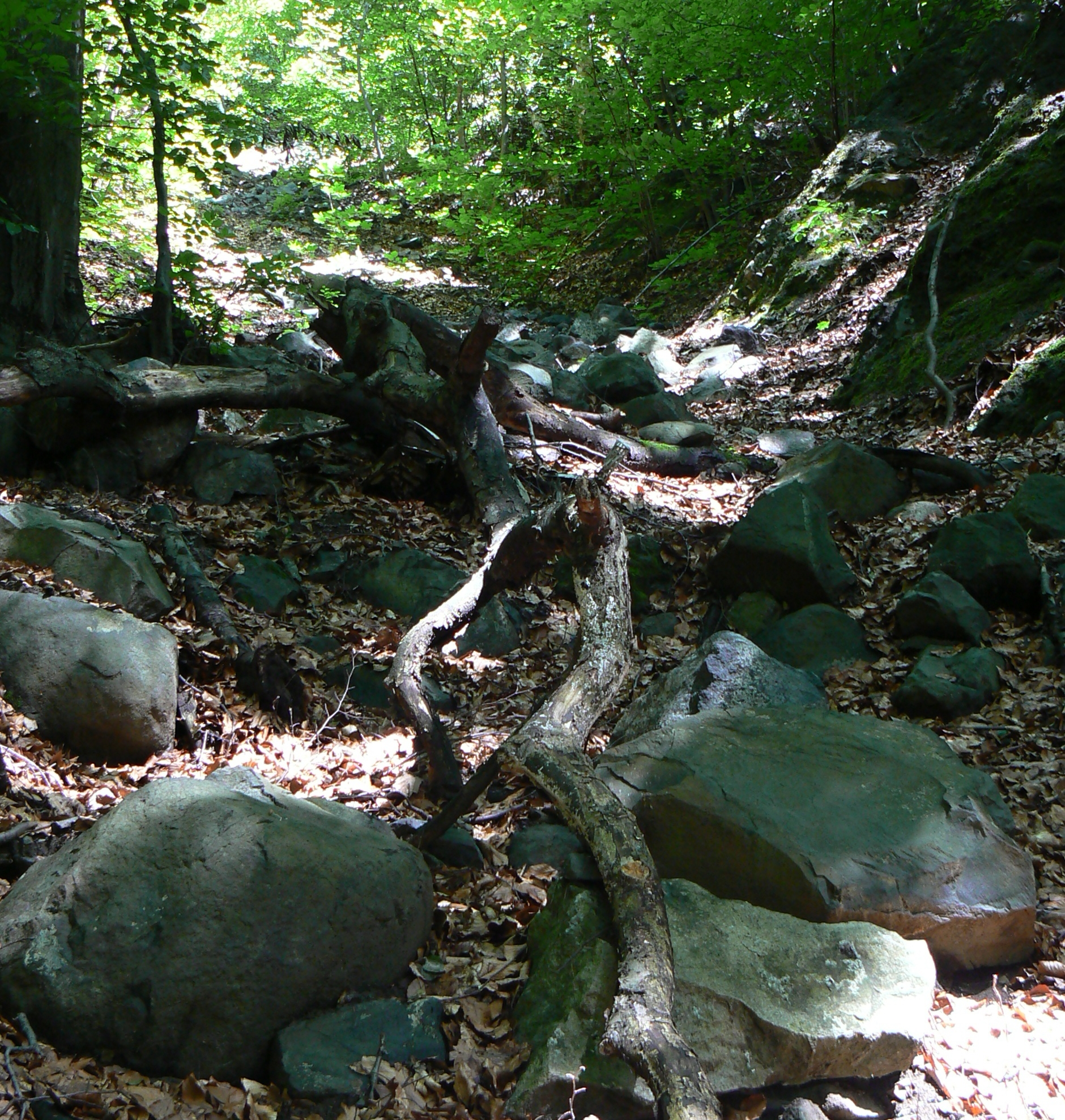
Divoká rokle u Mojžíře

Rokle, roklina či strž je úzké, srázné údolí nebo výmol na svahu hor nebo kopců.

## Příklady pojmenovaných roklí
- Černé rokle, národní přírodní památka v Kosoři v CHKO Český kras
- Divoká rokle, přírodní památka u Mojžíře v Ústí nad Labem
- Kovářova rokle, skalní kaňon Hlavňovského potoka v Polických stěnách, na území Suchého Dolu v okrese Náchod
- Městišťské rokle, přírodní rezervace u Čachrova v okrese Klatovy
- Modřanská rokle, přírodní památka, zářez Libušského potoka v Praze–Modřanech
- Sedlecká rokle, přírodní památka u obce Lhůta v okrese Plzeň-město
- Smečenská rokle, přírodní památka u Smečna v okrese Kladno
- Sprašová rokle u Zeměch, přírodní památka v Zeměchách v Kralupech nad Vltavou v okrese Mělník
- Střezovská rokle, přírodní památka u obce Březno v okrese Chomutov
- Střítežská rokle, přírodní památka u obce Hluboká v okrese Chrudim
- Větrušické rokle, národní přírodní památka ve Větrušicích v okrese Praha-východ
- Vlčí rokle, přírodní památka u Prosečnice v okrese Benešov

## Příklady pojmenovaných strží
- Bílá strž – šumavská strž s vodopádem na Bílém potoce nedaleko Hojsovy Stráže v okrese Klatovy
- Datelovská strž – přírodní památka u městyse Dešenice v okrese okrese Klatovy
- Strž ve Stupné – přírodní památka u osady Stupná v okrese Jičín
- Strž (rybník) – rybník u Staré Huti a Památník Karla Čapka u tohoto rybníka v okrese Příbram
- Stržový vrch – hora v Jizerských horách, u Oldřichova v Hájích v okrese Liberec
- Chropovská strž – přírodní památka na území obce Chropov v okrese okrese Skalica na Slovensku